# JA뱅크
JA뱅크(JA뱅크, 일본어: JAバンク)은 일본농협 (JA) 및 신용농업협동조합연합회의 신용 사업과 농림중앙금고의 사업에 의해 구성하는 저금 및 대출 등 금융 사업의 총칭이다.